# Paragould
|  | Dieser Artikel wurde aufgrund von inhaltlichen Mängeln auf der Qualitätssicherungsseite des Projektes USA eingetragen. Hilf mit, die Qualität dieses Artikels auf ein akzeptables Niveau zu bringen, und beteilige dich an der Diskussion! Eine nähere Beschreibung der zu behebenden Mängel fehlt. |

Paragould ist eine Stadt im Greene County im US-amerikanischen Bundesstaat Arkansas. Das U.S. Census Bureau hat bei der Volkszählung 2020 eine Einwohnerzahl von 29.537 ermittelt. Paragould ist Sitz der County-Verwaltung (County Seat). Das Stadtgebiet hat eine Größe von 79,8 km².

## Geschichte
Der Ort entstand 1882 an der Kreuzung zweier Eisenbahnlinien und wurde am 3. März 1883 offiziell als Gemeinde registriert. Der Name Paragould entstand als Zusammensetzung der Namen zweier Eisenbahnunternehmer, Jay Gould und J.W. Paramore. War zu Beginn die Nutzholzgewinnung maßgebender Wirtschaftszweig der Stadt, wich diese in der weiteren Entwicklung mehr und mehr zugunsten der Errichtung von Fabriken. Unter anderem befindet sich in Paragould eine zeitweise von American Railcar Industries und heute von The Greenbrier Companies betriebene Güterwagen-Produktionsstätte.

## Persönlichkeiten
- Huelet Benner (1917–1999), Sportschütze
- Jeanne Carmen (1930–2007), 50er-Jahre Pin-Up und später Schauspielerin
- John E. Miller (* 1941), Generalleutnant der United States Army